# Старое Пошатово
Старое Пошатово — опустевшее село в Кадомском районе Рязанской области. Входит в Енкаевское сельское поселение.

## География
Находится в восточной части Рязанской области на расстоянии приблизительно 11 км на север-северо-запад по прямой от районного центра поселка Кадом.

## История
Известно с XVII века как село Пошатово, позднее Старое Пошатово. Название дано по имени первопоселенца Пошапы. В 1691 году отмечено наличие Михайловской церкви. В 1767 году 42 двора). В 1862 году здесь (тогда село Темниковского уезда Тамбовской губернии) было учтено 42 двора. В 1882 году учтено 70 дворов. В конце XIX века работала церковноприходская школа. В 1993 году в селе — 31 двор. В 1837 году была построена каменная тёплая церковь (не сохранилась).

## Население
Численность населения: 250 человек (1767 год), 285 (1862), 453 (1914), 3 (1996), 20 в 2002 году (русские 100 %), 0 в 2010.